# Conca del pol sud-Aitken

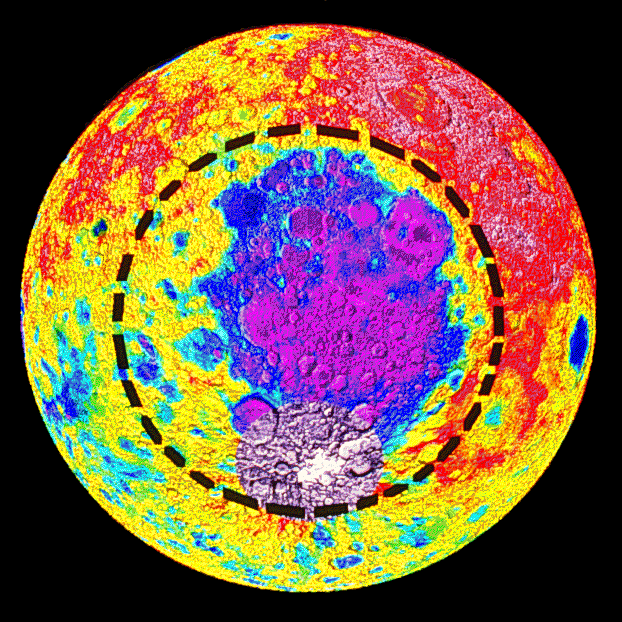
Mapa del pol sud lunar. En vermell les zones elevades, en blau les rebaixades.

La conca Aitken, situada a la Lluna, és una de les majors estructures d'impacte del sistema solar, solament superada per la Conca Borealis del planeta Mart. Té un diàmetre de 2500 quilòmetres i una profunditat de 12 quilòmetres. És la conca més gran, més antiga i més profunda de la Lluna.
Encara que la seva existència ja va ser sospitada el 1962 sobre la base de la presència de grans muntanyes en el pol sud lunar, no es va confirmar totalment fins a l'arribada de les missions Apollo mitjançant mesuraments altimètrics per làser. Posteriorment, el 1990, la sonda Galileu en el seu sobrevol de la Terra de camí a Júpiter la va poder fotografiar, i finalment el 1994 la sonda Clementine la va estudiar en major detall.
Que les anàlisis de les dades enviades per les missions anteriorment citades no haguessin oposat materials del mantell lunar en aquesta conca (en el seu lloc, en la seva majoria materials de l'escorça lunar) i que la Lluna no hagués estat destruïda per un impacte de tal magnitud fa sospitar que el cos que la va formar va impactar amb un angle baix i a més a baixa velocitat. També s'especula que aquest impacte va alliberar a l'espai una gran quantitat de roques que posteriorment van caure de nou a la Lluna i a la Terra, explicant així el fort bombardeig que es va produir en amb prou feines 100 milions d'anys, de fa 3950 milions d'anys a fa 3850 milions d'anys i que va formar noves conques d'impacte en la Lluna.
Encara que situada en gran part en la cara oculta de la Lluna, la vora d'aquesta conca d'impacte pot ser vista des de la Terra mitjançant telescopi si la libració lunar, ja que és una gran cadena de muntanyes que s'estén per la zona del pol sud lunar, de vegades conegudes com a Montes Leibnitz encara que el nom no ha estat considerat oficial per la Unió Astronòmica Internacional. Algunes d'aquestes muntanyes són molt altes, amb una altura de 9 quilòmetres al voltant dels terrenys circumdants, i estan a més banyades per la llum solar durant gairebé tot el temps.
No és una denominació oficial de la Unió Astronòmica Internacional, encara que és un terme comunament utilitzat en textos selenogràfics per referenciar altres elements menors.

### Altres referències
G. Jeffrey Taylor. «The biggest hole in the Solar System».   Planetary Science Research Discoveries, 1998.
- (WGPSN), IAU Working Group for Planetary System Nomenclature. «Gazetteer of Planetary Nomenclature. 1:1 Million-Scale Maps of the Moon» (en anglès).  UAI / USGS, 13-02-2013. [Consulta: 6 abril 2016].
- Andersson, L. E.; Whitaker, E. A.,. NASA Catalogue of Lunar Nomenclature (en anglès).  NASA RP-1097, 1982.
- Blue, Jennifer. «Gazetteer of Planetary Nomenclature» (en anglès).  USGS, 25-07-2007. [Consulta: 2 gener 2012].
- Bussey, B.; Spudis, P.. The Clementine Atlas of the Moon (en anglès).  Nueva York: Cambridge University Press, 2004. ISBN 0-521-81528-2.
- Cocks, Elijah E.; Cocks, Josiah C.. Who's Who on the Moon: A Biographical Dictionary of Lunar Nomenclature (en anglès).  Tudor Publishers, 1995. ISBN 0-936389-27-3.
- McDowell, Jonathan. «Lunar Nomenclature» (en anglès).   Jonathan's Space Report, 15-07-2007. [Consulta: 2 gener 2012].
- Menzel, D. H.; Minnaert, M.; Levin, B.; Dollfus, A.; Bell, B. «Report on Lunar Nomenclature by The Working Group of Commission 17 of the IAU» (en anglès). Space Science Reviews, 12, 1971, pàg. 136.
- Moore, Patrick. On the Moon (en anglès).  Sterling Publishing Co, 2001. ISBN 0-304-35469-4.
- Price, Fred W. The Moon Observer's Handbook (en anglès).  Cambridge University Press, 1988. ISBN 0521335000.
- Rükl, Antonín. Atlas of the Moon (en anglès).  Kalmbach Books, 1990. ISBN 0-913135-17-8.
- Webb, Rev. T. W.. Celestial Objects for Common Telescopes, 6ª edición revisada (en anglès).  Dover, 1962. ISBN 0-486-20917-2.
- Whitaker, Ewen A. Mapping and Naming the Moon (en anglès).  Cambridge University Press, 2003. 978-0-521-54414-6.
- Wlasuk, Peter T. Observing the Moon (en anglès).  Springer, 2000. ISBN 1-85233-193-3.